# Nathaniel Will
Nathaniel Will (Lelystad, 16 februari 1989) is een Nederlandse voetballer die als verdediger speelt.

## Carrière

### Jeugd
Will begon zijn carrière in Lelystad bij SV Lelystad '67, dezelfde voetbalclub waar voetballers Aron Winter en Michel Boerebach ook hun carrière begonnen. Op tienjarige leeftijd werd Will gescout door Ajax, waar hij alle jeugdelftallen doorliep. Will stond bekend als veelbelovend talent, mede door zijn multifunctionaliteit. Hij is tweebenig en speelde zowel rechts als links op het middenveld, maar kon ook als verdediger uit de voeten.
Will tekende in 2007 zijn eerste profcontract bij Ajax, samen met huidig Ajax-middenvelder Siem de Jong. Will kwam als A-junior al terecht in Jong Ajax. Hij speelde daar alleen nog als verdediger. In het seizoen 2009-2010 werd Will aanvoerder van Jong Ajax. Door zijn goede prestaties kon hij in de winterstop op huurbasis naar HFC Haarlem. De clubs waren rond, maar Will weigerde een huurovergang. Sparta zou geïnteresseerd zijn in de diensten van Will, omdat Sparta rechtsback Emmanuel Boakye zwaargeblesseerd geraakt was. Uiteindelijk kozen de Rotterdammers ervoor de meer ervaren Milano Koenders te huren van AZ. Will maakte daardoor het seizoen af bij Jong Ajax.
Will stroomde niet door naar het eerste elftal, waar hij wel regelmatig mee trainde. Tot een officieel debuut kwam het nooit. Will speelde in vriendschappelijke duels wel een aantal wedstrijden voor het eerste van Ajax, waarbij zijn laatste in de gewonnen Chippie Polar Cup.

### N.E.C.
Will tekende in medio 2010 een tweejarig contract bij N.E.C. met een optie voor nog twee seizoenen. Trainer Wiljan Vloet haalde Will voor de rechtsbackpositie en wist hem transfervrij over te nemen van Ajax. In zijn eerste seizoen won Will de concurrentiestrijd van Niels Wellenberg en hij groeide uit tot basisspeler. Hij kwam in zijn eerste seizoen tot 28 duels in de Eredivisie, waarin hij één keer wist te scoren en vijf assists op zijn naam schreef. Hij speelde één wedstrijd in de KNVB Beker.
In zijn tweede seizoen begon Will, onder leiding van de nieuwe trainer Alex Pastoor, met een basisplaats als linksback. Hij raakte geblesseerd in de eerste competitiewedstrijd tegen SC Heerenveen. Will miste vervolgens vijf weken voetbal en keerde in de thuiswedstrijd tegen NAC weer terug als rechtsback. In voorbereiding op het volgende bekerduel tegen Fortuna Sittard raakte hij geblesseerd op de training en miste hij vervolgens weer vier weken. Door de blessuregevoeligheid van Will trok N.E.C. Zoltán Szélesi transfervrij aan. Deze leek in december, vlak voor de winterstop zijn basisplaats af te nemen, maar na de winterstop koos Pastoor steevast voor Will als rechtsback. 
Op 21 maart 2012 maakte N.E.C. bekend dat zij een eenzijdige optie gelicht hebben, waardoor Will tot medio 2014 onder contract staat bij de Nijmegenaren. In mei 2013 bleek zijn contract na het seizoen 2012/13 af te lopen en dit werd niet verlengd.

### De Graafschap
De clubloze Will ging vanaf 7 september 2014 op amateurbasis spelen bij BV De Graafschap. Een paar maanden later kreeg hij een contractaanbod, dat hij accepteerde. Medio 2017 verliet hij de club. Hierna ging Will tot het einde van 2017 in Finland voor RoPS spelen in de Veikkausliiga. Vanaf januari 2018 kwam Will uit voor SV Spakenburg dat in de Derde divisie speelde. Met Spakenburg won hij in 2018 direct de Derde Divisie zaterdag en kwam sindsdien uit in de Tweede divisie. Medio 2020 keerde Will terug bij zijn jeugdclub SV Lelystad '67 die in de tweede klasse speelt.

## Carrièrestatistieken
| Seizoen         | Club            | Competitie      | Competitie | Competitie | Beker | Beker | Overig | Overig | Totaal | Totaal |
| Seizoen         | Club            | Competitie      | Wed.       | Dlp.       | Wed.  | Dlp.  | Wed.   | Dlp.   | Wed.   | Dlp.   |
| --------------- | --------------- | --------------- | ---------- | ---------- | ----- | ----- | ------ | ------ | ------ | ------ |
| 2009/10         | Jong Ajax       | Beloften        | 0          | 0          | 1     | 0     | 0      | 0      | 1      | 0      |
| 2010/11         | N.E.C.          | Eredivisie      | 28         | 1          | 1     | 0     | 0      | 0      | 29     | 1      |
| 2011/12         | N.E.C.          | Eredivisie      | 21         | 0          | 1     | 0     | 0      | 0      | 22     | 0      |
| 2012/13         | N.E.C.          | Eredivisie      | 19         | 0          | 1     | 0     | 0      | 0      | 20     | 0      |
| 2013/14         | De Graafschap   | Eerste divisie  | 26         | 0          | 1     | 0     | 4      | 1      | 31     | 1      |
| 2014/15         | De Graafschap   | Eerste divisie  | 11         | 0          | 1     | 1     | 4      | 0      | 16     | 1      |
| 2015/16         | De Graafschap   | Eredivisie      | 28         | 1          | 0     | 0     | 4      | 0      | 32     | 1      |
| 2016/17         | De Graafschap   | Eerste divisie  | 32         | 0          | 0     | 0     | 4      | 0      | 33     | 0      |
| 2017            | RoPS Rovaniemi  | Veikkausliiga   | 12         | 1          | 0     | 0     | 0      | 0      | 12     | 1      |
| 2017/18         | SV Spakenburg   | Derde Divisie   | 10         | 0          | 0     | 0     | 0      | 0      | 10     | 0      |
| 2018/19         | SV Spakenburg   | Tweede Divisie  | 23         | 2          | 2     | 0     | 0      | 0      | 25     | 2      |
| 2019/20         | SV Spakenburg   | Tweede Divisie  | 14         | 0          | 3     | 0     | 0      | 0      | 17     | 0      |
| Carrière totaal | Carrière totaal | Carrière totaal | 224        | 5          | 11    | 1     | 12     | 1      | 247    | 7      |